# Championnats d'Europe de slalom (canoë-kayak) 2012
Navigation
2011 2013
Les championnats d'Europe de slalom de canoë-kayak se déroulent à Augsbourg (Allemagne) du 9 au 13 mai 2012.

## Résultats

### Hommes

#### Canoë
| Event                       | Or | Résultat | Argent                                                                                              | Résultat | Bronze                                                                                          | Résultat |
| Canoë monoplace par équipes | Slovaquie Michal Martikán Matej Beňuš Alexander Slafkovský                                             | 110,47 s | Allemagne Nico Bettge Jan Benzien Sideris Tasiadis                                                  | 111,58 s | France Tony Estanguet Denis Gargaud Chanut Thibaut Vielliard                                    | 115,70 s |
| Canoë biplace par équipes   | Royaume-Uni David Florence - Richard Hounslow Timothy Baillie - Etienne Stott Adam Burgess - Greg Pitt | 129,38 s | Tchéquie Jaroslav Volf - Ondřej Štěpánek Ondřej Karlovský - Jakub Jáně Jonáš Kašpar - Marek Šindler | 132,81 s | Allemagne David Schröder - Frank Henze Kai Müller - Kevin Müller Robert Behling - Thomas Becker | 137,38 s |
| Canoë monoplace             | Allemagne Sideris Tasiadis                                                                             | 98,80 s  | France Tony Estanguet                                                                               | 100,10 s | Slovénie Benjamin Savšek                                                                        | 100,55 s |
| Canoë biplace               | Tchéquie Jaroslav Volf Ondřej Štěpánek                                                                 | 106,02 s | Slovaquie Pavol Hochschorner Peter Hochschorner                                                     | 106,49 s | Allemagne Robert Behling Thomas Becker                                                          | 107,27 s |

#### Kayak
| Event             | Or                                                | Résultat | Argent                                                     | Résultat | Bronze                                                         | Résultat |
| Kayak par équipes | France Étienne Daille Boris Neveu Bastien Damiens | 108,35 s | Allemagne Hannes Aigner Paul Böckelmann Sebastian Schubert | 109,23 s | Autriche Helmut Oblinger Herwig Natmessnig Andreas Langer (es) | 110,29 s |
| Kayak monoplace   | Italie Daniele Molmenti                           | 93,20 s  | Allemagne Paul Böckelmann                                  | 95,05 s  | Allemagne Hannes Aigner                                        | 96,37 s  |

### Dames

#### Canoë
| Event             | Or                                                | Résultat | Argent                                             | Résultat | Bronze                                                     | Résultat |
| Canoë monoplace   | Allemagne Mira Louen                              | 125,53 s | Royaume-Uni Mallory Franklin                       | 130,29 s | Allemagne Michaela Grimm                                   | 144,09 s |
| Canoë par équipes | Allemagne Michaela Grimm Mira Louen Lena Stöcklin | 151,02 s | France Caroline Loir Claire Jacquet Oriane Rebours | 153,95 s | Royaume-Uni Mallory Franklin Kimberley Woods Alice Spencer | 170,09 s |

#### Kayak
| Event             | Or                                                        | Résultat | Argent                                         | Résultat | Bronze                                          | Résultat |
| Kayak par équipes | Allemagne Cindy Pöschel Melanie Pfeifer Jasmin Schornberg | 121,80 s | France Émilie Fer Carole Bouzidi Caroline Loir | 123,45 s | Slovaquie Jana Dukátová Elena Kaliská Dana Mann | 126,39 s |
| Kayak monoplace   | France Carole Bouzidi                                     | 106,93 s | Allemagne Melanie Pfeifer                      | 106,94 s | Royaume-Uni Fiona Pennie                        | 107,02 s |

## Tableau des médailles
| Rang | Nation      | Or | Argent | Bronze | Total |
| ---- | ----------- | -- | ------ | ------ | ----- |
| 1    | Allemagne   | 4  | 4      | 4      | 12    |
| 2    | France      | 2  | 3      | 1      | 6     |
| 3    | Slovaquie   | 1  | 1      | 2      | 4     |
| 3    | Royaume-Uni | 1  | 1      | 1      | 3     |
| 5    | Tchéquie    | 1  | 1      | 0      | 2     |
| 6    | Italie      | 1  | 0      | 0      | 1     |
| 7    | Slovénie    | 0  | 0      | 1      | 1     |
| 7    | Autriche    | 0  | 0      | 1      | 1     |
|      | Total       | 10 | 10     | 10     | 30    |

## Sources
- Résultats officiels